# Un angelo a New York
Un angelo a New York (New York Crossing) è un film del 1996 diretto da Vinicius Mainardi.